# Turpilius (Dichter)
Turpilius (seit 1505 auch Sextus Turpilius genannt; † 104/103 v. Chr.) war ein römischer Komödiendichter. Nur sein Gentilname Turpilius ist bekannt, Prae- und Cognomen sind nicht überliefert. Warum ihm das Praenomen Sextus zugeschrieben wurde, das erstmals 1505 bei Petrus Crinitus in dessen Werk De poetis latinis libri V belegt ist, ist unklar.
Turpilius schrieb Komödien in der Gattung der Palliata, seine Hauptquelle war Menander. Im Gegensatz zu seinem älteren Zeitgenossen Terenz bevorzugte Turpilius ähnlich wie Plautus metrische Vielfalt und sprachliche Farbigkeit. Aufgrund der Anmut und Grazie seiner Komödien nannte man Turpilius auch mit dem Ehrentitel Novella Sirena.
Es sind lediglich Fragmente aus 13 Stücken erhalten. Die meisten dieser Bruchstücke hat der Grammatiker Nonius überliefert, weitere finden sich bei Cicero, Diomedes, Hieronymus, Isidor und Priscian.
Die Titel sind sämtlich griechisch: Boethuntes, Canephoros, Demetrius, Demiurgus, Epicleros, Hetaera, Lemniae (auch Lemnii), Leucadia, Lindia, Paedium, Paraterusa, Philopator, Thrasyleon. Die Titel Acta und Veliterna (?) werden in den neueren Veröffentlichungen nicht mehr aufgeführt.

## Textausgaben
- Ludwika Rychlewska (Hrsg.): Turpilii Comici Fragmenta. Wrocław/Breslau 1962.